# Liste von Einzelbauwerken der Chinesischen Mauer

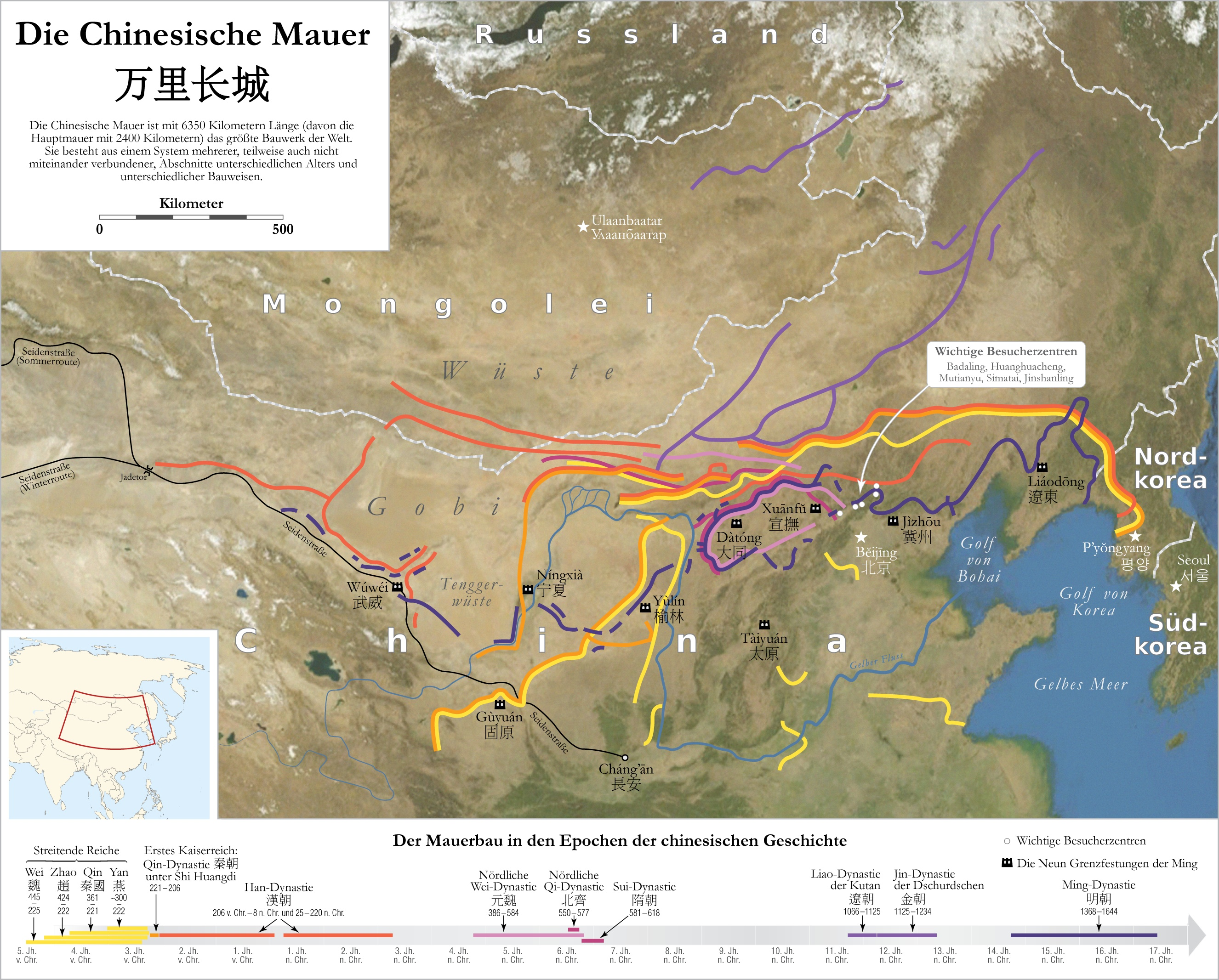
Die Großen Mauern

Die Liste von Einzelbauwerken der Chinesischen Mauer stellt Einzelabschnitte und Einzelbauwerke der Chinesischen Mauer zusammen.
Mindestens 16 verschiedene Große Mauern wurden zwischen dem 5. Jahrhundert v. Chr. und dem 17. Jahrhundert n. Chr. erbaut. Die Große Mauer ist also ein mehrere tausend Kilometer langes Geflecht von Bauwerken. Fünf davon sind aufgrund ihrer Länge als wan li chang cheng (unvorstellbar lange Mauer) bekannt. Die größte und bekannteste dieser fünf ist die im 14. Jahrhundert begonnene Mauer der Ming-Dynastie. Heute sind viele Teile des Mauersystems vom Zerfall bedroht oder bereits nahezu zerstört. Die Geschichte der Bautätigkeiten ist nicht ohne Lücken, dennoch wurden auch in den Zwischenzeiten immer wieder Bemühungen zur Reparatur und Erhaltung von Mauerabschnitten unternommen. Nach der Gründung der Volksrepublik China im Jahr 1949 wurden einige Abschnitte restauriert, um den Tourismus zu fördern, unter anderem Juyongguan, Badaling und Shanhaiguan, gefolgt von Jiayuguan, Jinshanling, Mutianyu, Simatai, Jiumenkou, Huangyaguan, Yumenguan und Yangguan. Darüber hinaus wurden zahlreiche Einzelbauwerke wie Wach- und Signaltürme restauriert.
Nach Angaben des Chinesischen Amtes für Kulturerbe vom Juni 2012 wurden im Rahmen einer umfangreichen archäologischen Erhebung insgesamt 43.721 Einzelobjekte bzw. Standorte der Großen Mauer identifiziert.
Die nachfolgenden Einzellisten stellen nach einem Überblick über einige der Großen Mauern einzelne Mauerabschnitte und -bauwerke zusammen, ohne einen Anspruch auf Vollständigkeit zu erheben.

## Die Mauern verschiedener Staaten und Dynastien
| Staat oder Dynastie     | Zeitrahmen                          | Chin.                            | Quellen           | WP-Artikel                             | Bemerkungen |
| ----------------------- | ----------------------------------- | -------------------------------- | ----------------- | -------------------------------------- | --- |
| Chu                     | 722 bis 221 v. Chr.                 | 楚长城, Chu changcheng           | [ G 5 ]           |                                        | Verteidigungsmauer des Königreichs Chu im Dreieck Hubei, Shaanxi und Henan. Bisher nicht lokalisiert. |
| Qi                      | 722 bis 221 v. Chr.                 | 齐长城, Qi changcheng            |                   | Große Mauer des Staates Qi             | Verteidigungsmauer des Staates Qi |
| Wei                     | 445 bis 225 v. Chr.                 | 魏长城遗址, Wei changcheng yizhi |                   | Große Mauer aus dem Staat Wei (Huayin) | Die Verteidigungsmauer von König Hui von Liang in Hexi 梁辉王河西长城, Liang Hui Wang Hexi changcheng während der Wei-Dynastie aus der Zeit der Streitenden Reiche |
| Zhao                    | 424 bis 222 v. Chr.                 | 赵长城, Zhao changcheng          | [ G 6 ]           |                                        | Königreich Zhao aus der Zeit der Streitenden Reiche |
| Qin                     | 361 bis 221 v. Chr.                 | 秦长城, Qin changcheng           | [ G 7 ]           |                                        | Erste Große Mauer unter Qin Shihuangdi am Ende der Zeit der Streitenden Reiche. Guyang (Qin) (固阳秦长城, Guyang Qin changcheng), Große Mauer aus dem Staat Qin von Nalinta (纳林塔秦国长城遗址, Nalinta Qinguo changcheng yizhi), Qinzeitliche Große Mauer von Xiaoyutai in Xiaoyutai, Yin Shan, Innere Mongolei (chinesisch 内蒙古阴山小余泰秦长城, Pinyin Neimenggu Yinshan Xiaoyutai Qin Changcheng) u. a. |
| Yan                     | 353 bis 290 v. Chr.                 | 燕长城, Yan changcheng           | [ G 8 ]           |                                        | Königreich Yan aus der Zeit der Streitenden Reiche „Erd-“ oder „Steindrache“ |
| Han                     | 206 v. Chr. bis 8 n. Chr., 25 – 220 | 汉长城, Han Changcheng           | [ G 9 ]           |                                        | Han-Dynastie, siehe auch Große Mauer westlich des Gelben Flusses, Loulan und die Karte Han foreign relations |
| Nördliche Wei           | (352?) 386 – 584                    | 北魏长城, Bei Wei Changcheng     | [ G 10 ]          |                                        | Nördliche Wei-Dynastie Hexi-Abschnitt 352 – 361, Henan-Abschnitt n. bekannt Große Mauer der Östlichen Wei (Dong Wei, 534-550) chinesisch 东魏长城, Pinyin Dong Wei changcheng |
| Nördliche Qi            | 550 – 577                           | 北齐长城, Bei Qi changcheng      | [ G 11 ]          |                                        | Nördliche Qi-Dynastie |
| Nördliche Zhou-Dynastie | 557-581                             | 北周长城, Bei Zhou changcheng    |                   |                                        | Verteidigungsmauer der Nördlichen Zhou-Dynastie |
| Sui                     | 581 – 618                           | 隋长城, Sui Changcheng           |                   |                                        | Sui-Dynastie |
| Tang                    | 618–907                             | 唐長城 / 唐长城, Tang changcheng |                   | Mudanjiang-Grenzmauer                  | Grenzmauer der Tang-Dynastie |
| Song                    | 960–1126                            | 北宋长城, Bei Song changcheng    | [ G 12 ] [ G 13 ] |                                        | Song-Dynastie. Zusätzlich die „Weidezweiggrenze“ (柳條邊, liutiao bian) |
| Jin                     | 1125–1234                           | 金代长城, Jindai Changcheng      |                   |                                        | Jin-Dynastie der Dschurdschen |
| Liao                    | 1066–1125                           | 辽长城, Liao changcheng          | [ G 1 ]           |                                        | Liao-Dynastie |
| Ming                    | 1368–1644                           | 明长城, Ming changcheng          | [ G 14 ]          | Mingzeitliche Große Mauer              | Ming-Dynastie. Große Mauer in Shijiazhuang |
| Ming                    | 1368–1644                           | 苗疆长城, Miaojiang changcheng   |                   | Große Mauer in Südchina                | auch Miaojiang-Grenzmauer genannt |

Die Organisation der Grenzüberwachung während der Ming-Dynastie oblag den „Neun Garnisonen“ (Jiubian, 九边 – „Neun Grenzen“), ein ähnliches System, wie es während der Tang-Dynastie mit den „Vier Garnisonen von Anxi“ (安西四鎮 / 安西四镇,  Anxi Sizhen,  Anhsi Szuchen) existierte, wo Truppen aus dem Kernland des Reiches in die Grenzgebiete geschickt wurden.